# Ар-Рум
Ар-Рум (араб. الروم — Римляне) — тридцатая сура Корана. Сура мекканская.  Состоит из 60 аятов.

## Содержание

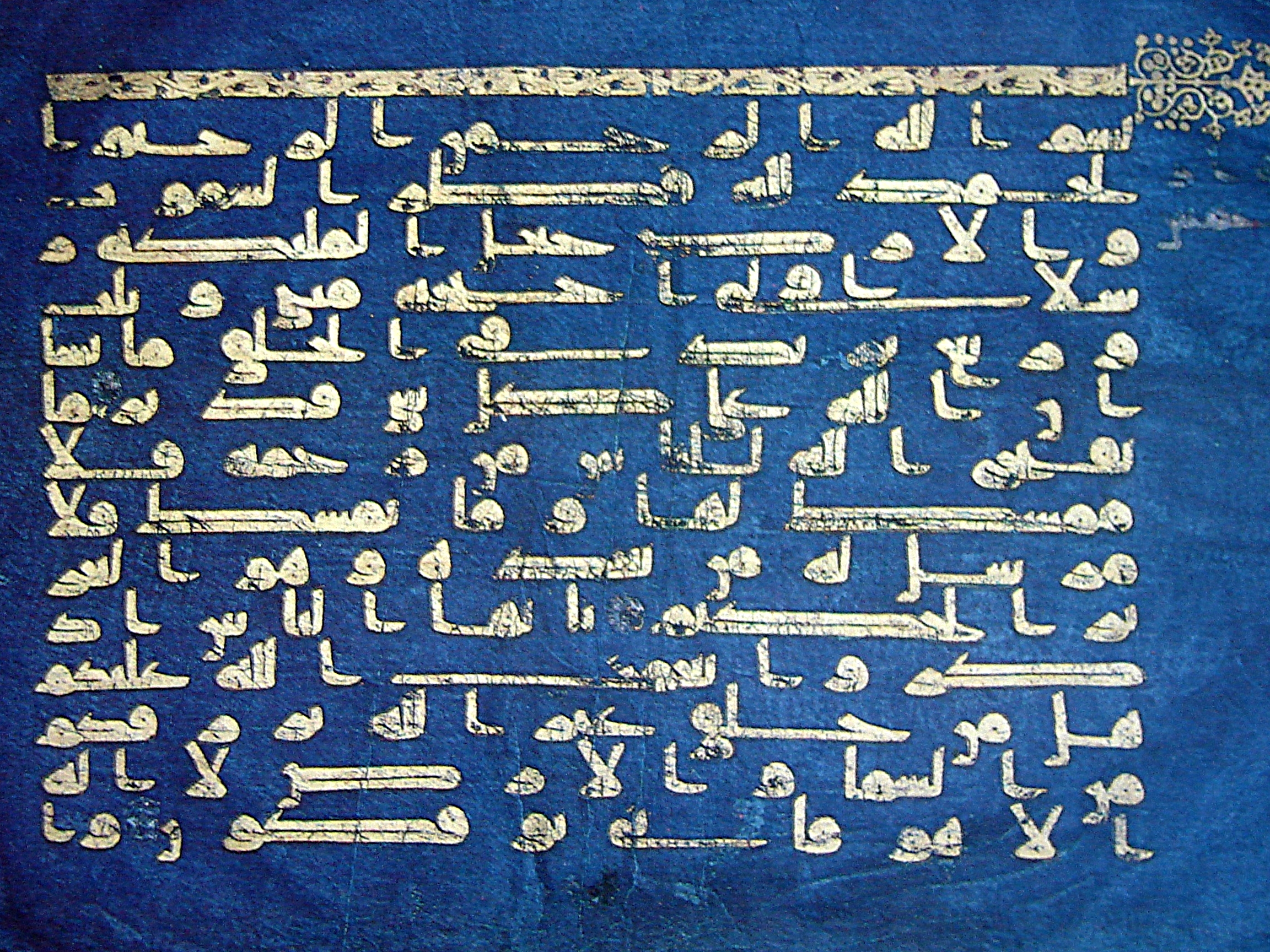
Страница из Синего Корана: Аяты 30:28-32. (Метрополитен-музей, Нью-Йорк, США.)

В начале данной суры рассказывается о поражении византийцев в войне с персами и об обещании Аллаха помочь верующим обладателям Книги победить персов.
Аллах обещает помочь христианам — румам (византийцам) победить персов, не верующих в Господа. И действительно, спустя некоторое время (в первом году хиджры) византийцы одержали победу над персами.
В суре особое внимание обращается на семейные связи и социальные отношения в обществе и объясняются некоторые нормы шариата: запрещается давать деньги в рост (риба), устанавливается очистительная подать (закят) и поощряется помощь близким.

Он привёл вам притчу о вас самих. Есть ли среди невольников, которыми овладели ваши десницы, совладельцы того, чем Мы наделили вас, которые имеют с вами одинаковые права на это и которых вы опасаетесь так, как опасаетесь друг друга? Так Мы разъясняем знамения для людей разумеющих. ۝ Но нет! Беззаконники потакают своим желаниям безо всякого знания. Кто наставит на прямой путь тех, кого Аллах ввёл в заблуждение? Не будет для них помощников! ۝ Обрати свой лик к религии, исповедуя единобожие. Таково врождённое качество, с которым Аллах сотворил людей. Творение Аллаха не подлежит изменению. Такова правая вера, но большинство людей не знают этого. ۝ Обращайтесь к Нему с раскаянием, бойтесь Его, совершайте намаз и не будьте в числе многобожников, ۝ в числе тех, которые внесли раскол в свою религию и стали сектами, каждая из которых радуется тому, что имеет.
— Коран 30:28—32 (Кулиев)